# Jimmie Foxx
James Emory "Jimmie" Foxx (22 de outubro de 1907, Sudlersville, Maryland  – 21 de julho de 1967, Miami, Flórida), apelidado de "Double X" e "The Beast", foi um jogador profissional de beisebol que atuou como primeira base, jogando 20 temporadas na  Major League Baseball (MLB) pelo Philadelphia Athletics, Boston Red Sox, Chicago Cubs e Philadelphia Phillies. Seus anos mais produtivos foram com o Philadelphia Athletics e o Boston Red Sox, onde rebateu 30 ou mais home runs por 12 temporadas consecutivas e conseguiu mais de 100 corridas em 13 anos consecutivos.
Foxx se tornou o segundo jogador na história da MLB a rebater 500 home runs na carriera, após Babe Ruth. Atingindo esta marca com 32 anos e 326 dias, ele se tornou o mais jovem jogador a atingir 500 por sessenta e oito anos, até ser ultrapassado por Alex Rodriguez em 2007. Seu três prêmios MVP estão empatados em segundo lugar na lista de todos os tempos. Foxx foi eleito para o  Hall of Fame na votação de 1951.